# Ницак, Антон Евменович
Антон Евменович Ницак (18 мая 1933 года — 25 июля 2014 года) — буровой мастер Мамско-Чуйской комплексной геологоразведочной экспедиции Министерства геологии СССР (Иркутская область), Герой Социалистического Труда (1981).
Родился 18 мая 1933 года в селе Дзыговка Ямпольского района Винницкой области в семье колхозника.
С 1950 года прицепщик, с 1951 г. тракторист Ямпольской машинно-тракторной станции (МТС), с 1958 года в связи реорганизацией МТС работал трактористом в колхозе своего села Дзыговка, затем мотористом в Ямпольском райпромкомбинате.
В марте 1962 года приехал в Сибирь в посёлок Средний Мочекит, работал в Мамско-Чуйской геологоразведочной экспедиции объединения «Иркутскгеология» канавщиком, дизелистом, буровым рабочим, помощником бурового мастера.
В 1965 году переехал в посёлок Мама, с 1968 года после окончания 6-месячных курсов работал буровым мастером. Руководил одной из лучших бригад отрасли в течение двадцати лет — до 1988 г.
Работал в полевых геологоразведочных партиях на разведке и поиске слюды-мусковита в Мамском слюдоносном районе Восточной Сибири. Его бригада одна из первых освоила высокоскоростные станки типа СБА-500, использовала форсированные режимы алмазного бурения, антивибрационные смазки и эмульсии, оптимальные конструкции алмазных коронок. Были полностью механизированы спуско-подъёмные операции.
Ежемесячная проходка скважины его бригадой составляла 1 тысячу погонных метров (за год — 12 км).
Указом Президиума Верховного Совета СССР от 10 марта 1981 года за выдающиеся производственные достижения, досрочное выполнение заданий десятой пятилетки и принятых социалистических обязательств, проявленную трудовую доблесть Ницак Антону Евменовичу присвоено звание Героя Социалистического Труда с вручением ордена Ленина и золотой медали «Серп и Молот».
Лауреат Государственной премии СССР (1976) — за повышение эффективности использования металлургического, горно-шахтного и бурового оборудований. Награждён орденами Ленина (27.02.1974), Трудового Красного Знамени (20.4.1971), медалями.
Избирался делегатом XXV съезда КПСС (1976) и XVII съезда профсоюзов.
В 1988—1989 гг. заместитель начальника партии в Мамско-Чуйской геологоразведочной экспедиции.
С 1989 г. на пенсии. Жил в Иркутске.
Пропал 25 июля 2014 года возле своего дома.
Семья: жена Галина Ивановна, 2 дочери и сын.